# 石抹元
石抹元，金朝后期大臣，字希明，契丹族，石抹氏，懿州（今辽宁阜新市北）胡土虎猛安人。
石抹元幼年丧父。初补枢密院、尚书省译史，历任同知恩州军州事、监察御史、同知淄州军州事。改任大兴府判官、沂王府司马、沁南军节度副使。善于断案，平冤狱。改任河北西路转运副使，升任山東西路按察转运使。金宣宗贞祐初年，黄掴吾典奉命征兵东平，借机大括民财。副统仆散扫合杀死吾典，夺取其符，搜括更狠，民怨沸腾，石抹元密告宣宗，弹劾黄掴吾典不道，使仆散扫合坐诛，百姓称快。改任知济南府，到任六月去世。石抹元为人尚节俭，居官自守，不交结权要，获时人称赏。